# فيليب دي مان
فيليب دي مان هو صحفي وسياسي بلجيكي، ولد في 11 نوفمبر 1955 في بلجيكا. حزبياً، نشط في Vlaams Belang ‏. وقد انتخب عضو مجلس النواب من بلجيكا.